# Anders Gerber
Anders Gerber (født 26. august 1976 i Silkeborg) er en dansk fodboldtræner der siden oktober 2017 har været cheftræner for Skive IK.
Han blev uddannet lærer i 2006 fra Århus Lærerseminarium.

## Karriere
Gerber var fra 2004 til 2008 træner for Aarhus Fremad. I sommeren 2008 skiftede han til Odense-klubben FC Fyn, hvor han var cheftræner indtil afslutningen af sæsonen 2010/11. Fra 2016 til 2017 var Gerber træner for færøske NSÍ Runavík.
Klubber
- 1992-1999: Ungdomstræner i Lystrup IF
- 1999-2000: Seniortræner i Lystrup
- 2000-2004: 2. holdstræner i Aarhus Fremad
- 2004-2008: Cheftræner i Aarhus Fremad
- 2008-2011: Cheftræner i FC Fyn
- 2011-2015: Assistenttræner i Silkeborg IF
- 2016-2017: Cheftræner i NSÍ Runavík
- 2017-: Cheftræner Skive IK